# Zwackhiomyces
Zwackhiomyces Grube & Hafellner (zwakiomyces) – rodzaj grzybów z rodziny Xanthopyreniaceae. Niektóre gatunki to grzyby naporostowe.

## Systematyka i nazewnictwo
Pozycja w klasyfikacji według Index Fungorum: Xanthopyreniaceae, Collemopsidiales, Incertae sedis, Dothideomycetes, Pezizomycotina, Ascomycota, Fungi.
Takson ten utworzyli Martin Grube i Josef Hafellner w 1990 r.
Nazwa polska według W. Fałtynowicza.

## Gatunki występujące w Polsce
- Zwackhiomyces dispersus (J. Lahm ex Körb.) Triebel & Grube 1990 – zwakiomyces rozproszony
- Zwackhiomyces dispersus (J. Lahm ex Körb.) Triebel & Grube 1990 – tzw. plamuszka wilgociolubna
- Zwackhiomyces lecanorae (Stein) Nik. Hoffm. & Hafellner 2000 – zwakiomyces misecznicowy
- Zwackhiomyces peltigerae Miądl. & Alstrup 1995 – zwakiomyces pawężnicowy
- Zwackhiomyces sphinctrinoides (Zwackh) Grube & Hafellner 1990 – zwakiomyces galaretnicowy

Nazwy naukowe na podstawie Index Fungorum. Nazwy polskie według W. Fałtynowicza.